# Abutilon incanum
A Abutilon incanum é uma planta Malvales da família Malvaceae. Ocorre naturalmente no México e EUA. Por abranger uma grande área geográfica, existir ações de conservação e não ter ameaças significativas, a espécie tem atualmente sua população estável.Contém aproximadamente um metro de altura, com folhas de 5 a 6 cm comprimento.  Não há comércio envolvendo a espécie.